# 15902 Dostál
15902 Dostál là một tiểu hành tinh vành đai chính với chu kỳ quỹ đạo là 1242.6179004 ngày (3.40 năm).
Nó được phát hiện ngày 13 tháng 9 năm 1997.